# Acacia crassuloides
Acacia crassuloides är en ärtväxtart som beskrevs av Bruce R. Maslin. Acacia crassuloides ingår i släktet akacior, och familjen ärtväxter. Inga underarter finns listade i Catalogue of Life.